# شهرستان استفنز (تگزاس)
شهرستان استفنز، تگزاس (به انگلیسی: Stephens County, Texas) یک سکونتگاه مسکونی در ایالات متحده آمریکا است که در تگزاس واقع شده‌است.

## خصوصیات
شهرستان استفنز ۲٬۳۸۵٫۳۹ کیلومترمربع مساحت دارد.